# Md4-1000
Die md4-1000 ist ein Mini-Quadrocopter der Siegener Firma microdrones GmbH und eine Weiterentwicklung des kleineren Modells md4-200.

## Technische Daten
Das Gewicht der md4-1000 beträgt 2,5 Kilogramm; sie fliegt mit einer Horizontalgeschwindigkeit von bis zu 15 Metern pro Sekunde (54 km/h). Die Maße betragen 1030 Millimeter von Rotornabe zu Rotornabe. Es ist möglich, mit der md4-1000 eine Maximalnutzlast von 1,2 Kilogramm zu transportieren. Durch das GPS-Waypoint-Navigationssystem kann die Lenkung im Flug vollautomatisch stattfinden.

## Einsätze

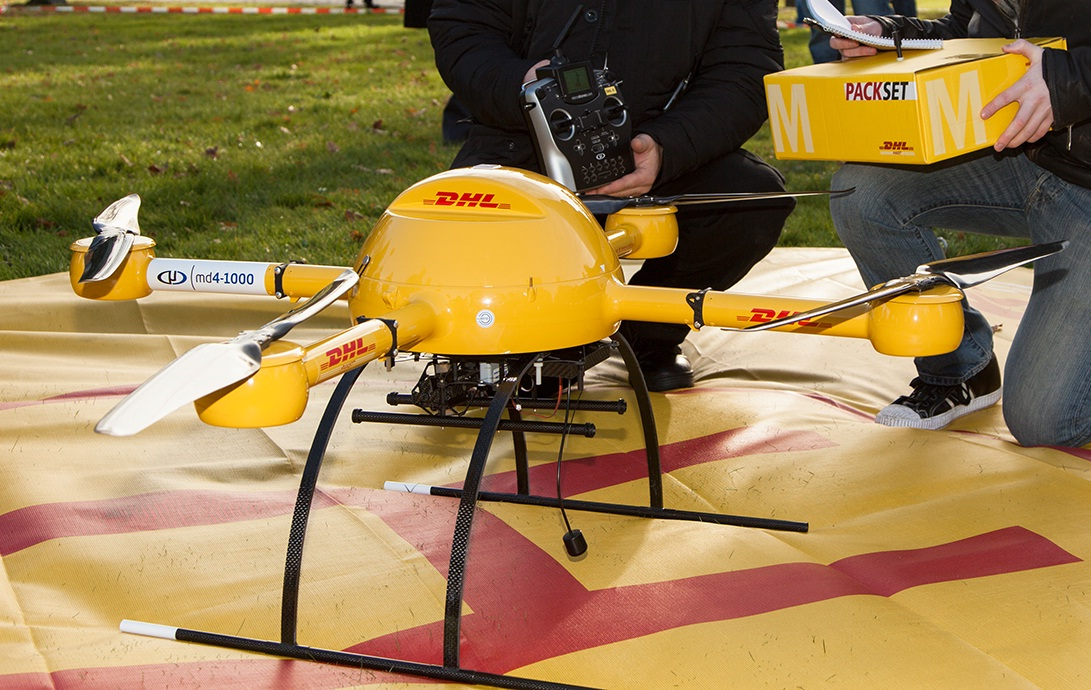
Der „Paketkopter“ der DHL

Das System ist für Einsätze in bebautem oder schwer zugänglichem Gelände entwickelt worden. Das Spektrum umfasst militärische, zivile, wissenschaftliche und kommerzielle Aufgaben, zum Beispiel auch bei Polizei oder Feuerwehr. Die Medien berichteten über einen geplanten Einsatz der md4-1000 durch die Deutsche Bahn. Auch die chinesische Gendarmerie (CAPF) sowie die deutsche Polizei nutzen die md4-1000.
In dem 2013 erschienenen Film April Rain wurde eine md4-1000 für Filmaufnahmen eingesetzt und ist auch selbst Teil der Handlung.
Bei einem Test des Paketdienstes DHL der Deutschen Post im Dezember 2013 wurde erstmals in Deutschland die Paketzustellung mit einer Drohne demonstriert. DHL bezeichnete das Fluggerät als „Paketkopter“; zum Einsatz kam eine md4-1000.